# Autodromo di Vairano
L'autodromo di Vairano, noto anche come Automotive Safety Center, è un circuito automobilistico
Di proprietà della Editoriale Domus, si trova a Vairano, una frazione del comune di Vidigulfo, in provincia di Pavia; qui hanno sede anche il centro prove e la scuola "GuidaSicura" della rivista Quattroruote. L'autodromo viene inoltre utilizzato anche da altre scuole di pilotaggio.

## Descrizione

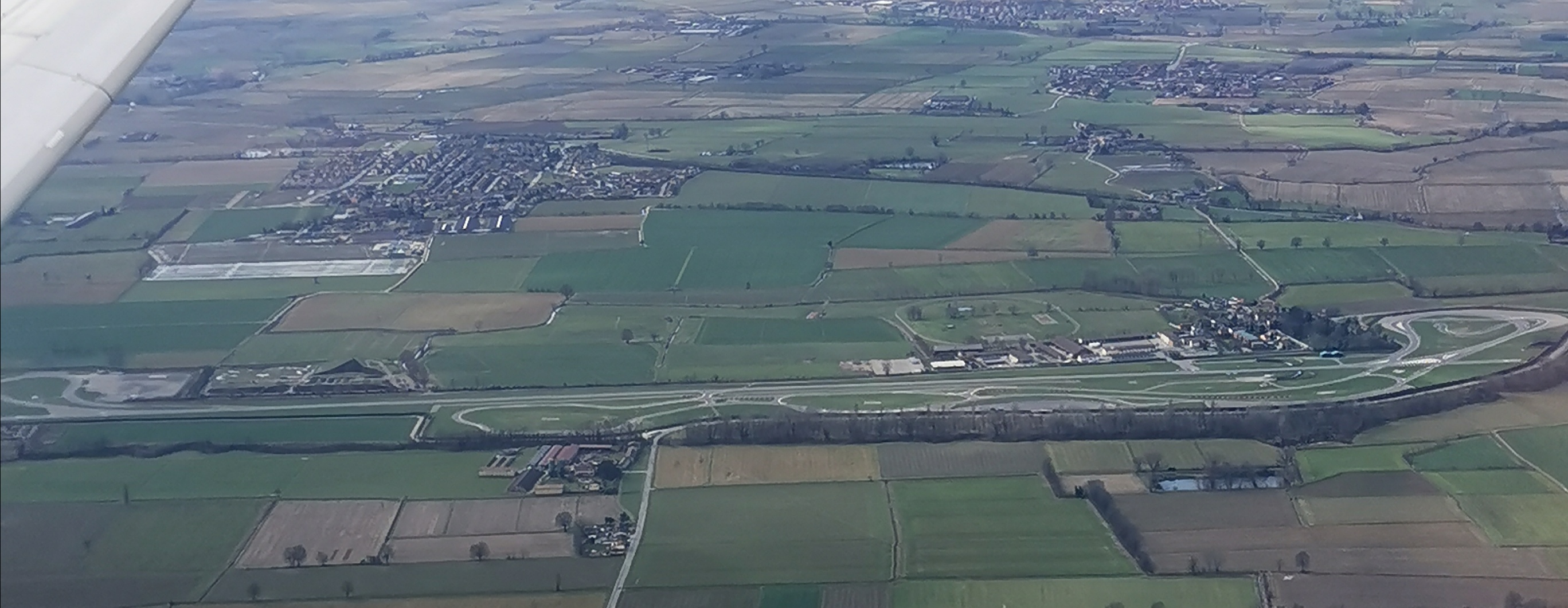
Vista aerea dell'autodromo

Inaugurata nel 1995, la pista è suddivisa principalmente in due parti: il tracciato handling da 2,8 km di lunghezza per 7,5 m di larghezza, e il rettilineo per l'alta velocità da 2 km di lunghezza per 15 m di larghezza, con alle estremità i due "cappi" da circa 800 m ciascuno.
A queste due sezioni fondamentali si aggiungono il tracciato comfort, un rettilineo composto da diverse pavimentazioni, gradini e rotaie, progettata per mettere alla prova le sospensioni di un'auto; il tracciato bassa aderenza, un altro rettilineo da 150 m sul quale si possono simulare condizioni di aderenza critiche; il piazzale "GuidaSicura", un ampio spazio di 17 000 m² per test su bassa aderenza e con ostacoli artificiali; il tracciato off-road sul quale si possono testare Sport Utility Vehicle e fuoristrada con pendenze limite.